# Milton Diamond
Milton Diamond (Nueva York, Estados Unidos, 6 de marzo de 1934-20 de marzo de 2024) fue un profesor de anatomía y biología reproductiva en la Universidad de Hawái en Manoa. Después de una carrera en el estudio de la sexualidad humana, Diamond se retiró de la Universidad en diciembre de 2009, pero continúa con su investigación y la escritura.

## Carrera temprana
Milton Diamond se graduó del City College de Nueva York con una licenciatura en biofísica en 1955, después de lo cual pasó tres años en el Ejército como oficial de ingeniería, estacionado en Japón. Al regresar a los Estados Unidos, asistió a la escuela de posgrado en la Universidad de Kansas de 1958 a 1962 y obtuvo un Ph.D. en anatomía y psicología de esa universidad. Su primer trabajo fue enseñar en la Facultad de Medicina de la Universidad de Louisville, donde completó simultáneamente dos años para obtener un MD, pasando sus Juntas de Medicina Básica, y en 1967 se mudó a Hawái para ocupar un puesto en el recientemente establecido John A. Burns Escuela de Medicina. Milton Diamond tuvo una larga disputa con el psicólogo Dr. John Money. En 1965 Diamond publicó "A Critical Evaluation of the Ontogeny of Human Sexual Behavior", una crítica al trabajo de Money. A principios de los setenta, Diamond y Money asistieron a una conferencia sobre transexualidad en Dubrovnik. Según el libro As Nature Made Him: The Boy Raised As a Girl (p. 174) en esta conferencia Money inició una fuerte y agresiva discusión con Diamond. Un testigo afirma que Money dio un puñetazo a Diamond; sin embargo, el propio Diamond dijo que no recordaba ningún contacto físico durante este encuentro.

## David Reimer
Diamond es conocido por el seguimiento del caso de David Reimer, un niño criado como una niña después de una circuncisión fallida, que se había realizado utilizando un método poco convencional de electrocauterización, en lugar de los métodos más típicos que utilizan una pinza y un bisturí, lo que provocó que su pene se quemara sin posibilidad de reparación quirúrgica.  Este caso, que Diamond rebautizó como el de "John/Joan" para proteger la privacidad de Reimer, se ha convertido en uno de los más citados en la literatura de psiquiatría, antropología, estudios de la mujer, desarrollo infantil y diferencias de sexo. Con la colaboración de H. Keith Sigmundson, quien había sido el psiquiatra supervisor de Reimer, Diamond localizó a la Reimer adulta y descubrió que la reasignación de sexo de John Money había fracasado. Diamond fue el primero en alertar a los médicos de que el modelo, propuesto por el caso de Reimer, de cómo tratar a los bebés con condiciones intersexuales era defectuoso.
Diamond recomendó que los médicos no operaran a los bebés intersexuales sin su consentimiento informado, que asignaran a estos bebés el género al que probablemente se adaptaran mejor, y que se abstuvieran de añadir vergüenza, estigma y secreto al asunto, ayudando a las personas intersexuales a conocer y asociarse con otras de condición similar. Diamond también animó a considerar la condición de intersexualidad como una diferencia de desarrollo sexual, no como un trastorno.

## Trabajo, nombramientos y premios
Diamond escribió extensamente sobre el aborto y la planificación familiar, la pornografía, la intersexualidad, la transexualidad y otros temas relacionados con el sexo y la reproducción para revistas profesionales de sexo y jurídicas, así como para publicaciones periódicas no especializadas. Fue entrevistado con frecuencia para medios de comunicación públicos y asuntos legales, y a menudo actuó como experto en procesos judiciales, y era conocido por sus investigaciones sobre los orígenes y el desarrollo de la identidad sexual. Se retiró de la docencia en 2009, pero continuó investigando y consultando en relación con la transexualidad, la intersexualidad y la pornografía hasta que se retiró por completo en 2018.

### Nombramientos
Diamond estuvo destinado en la Escuela de Medicina John A. Burns de la Universidad de Hawái en Mānoa, desde 1967. Fue nombrado profesor de Anatomía y Biología de la Reproducción en 1971, y desde 1985 hasta su jubilación fue director del Centro del Pacífico para el Sexo y la Sociedad dentro de la Escuela de Medicina.
En 1999 Diamond fue nombrado Presidente de la Academia Internacional de Investigación Sexual, y en 2001/02 Presidente de la Sociedad para el Estudio Científico de la Sexualidad.

### Premios
Los premios que Diamond ha recibido incluyen
- 1999: el premio británico de investigación GIRES[15]
- 2000: la medalla alemana Magnus Hirschfeld a la ciencia sexual[16]
- 2005: el Premio Noruego a la Diversidad por sus esfuerzos de investigación en favor de las personas transexuales y transgénero de todo el mundo
- 2008: el primero de los premios anuales propuestos por la Sociedad Alemana de Intersexuales (Intersexuelle Menschen e.V.) «por su compromiso de décadas en beneficio de las personas intersexuales»;[17][18]
- 2009: la Medalla de los Regentes por la Excelencia en la Investigación de la Universidad de Hawai;[19]
- 2010: el Premio Kinsey de 2011, otorgado por la Región del Medio Continente de la Sociedad para el Estudio Científico de la Sexualidad.[20]
- 2015: la medalla de oro de la Asociación Mundial para la Salud Sexual[21]

## Publicaciones seleccionadas
- Sexual Decisions (1980), ISBN 0-316-18388-1
- Sexwatching: Looking into the World of Sexual Behaviour (1992), ISBN 1-85375-024-7
- Sexual Behavior in Pre Contact Hawai’i: A Sexological Ethnography [22][23]